# Сант-Элия
«Сант-Эли́я» (итал. Stadio Sant'Elia) — мультиспортивный стадион в Кальяри, Италия. Вмещает 23 488 зрителей. Является домашней ареной футбольного клуба «Кальяри», иногда на стадионе проводит свои матчи национальная футбольная сборная Италии. Открыт в 1970 году. В 1990 году являлся одной из арен финального турнира Чемпионата мира по футболу. Рекордная посещаемость на стадионе была зафиксирована 16 июня 1990 года — на матче между сборными Голландии и Англии в рамках чемпионата мира присутствовало 35 267 зрителей.
В 2018 году «Кальяри» выкупил арену у местного муниципалитета — на данный момент на стадионе проводится реконструкция, которая должна завершиться в 2022 году.

## Реконструкции

### Мундиналь 1990 года
Стадион был выбран в качестве одной из арен для проведения финального турнира Чемпионата мира по футболу. Для этого в 1987 году началась реконструкция. Были построены временные трибуны, увеличившие количество посадочных мест до 40 919. Четыре существовавшие световые мачты были дополнены еще четырьмя. Так же была расширена парковка и возведен временный шатёр, использовавшийся в качестве пресс-центра.
В декабре 1989 года, после реставрации стадион был открыт товарищеским матчем сборных Италии и Аргентины.

### Рестайлинг 2000-х
Уже вначале 2000-х годов у конструкций стадиона были обнаружены дефекты, грозившие обрушением. Перед началом сезона 2002—2003 Серии B, власти пригрозили закрыть стадион для проведения матчей. Футбольный клуб Кальяри выделил 3 миллиона евро на возведение временных трибун на беговых дорожках стадиона. Из основных трибун остались в эксплуатации лишь центральные. Вместимость стадиона составила всего 23 486 мест.
В 2005 году вместимость вновь пришлось снизить из-за вступления в силу нового закона.

### Закрытие и реконструкция
В 2012 году стадион был признан непригодным для проведения матчей из-за чего Кальяри пришлось переехать сначала на стадион Нерео Рокко, который расположен на востоке материковой части Италии, а затем на стадион Ис Аренас, который расположен в Сардинии и был увеличен временными конструкциями для возможности проведения матчей Серии А. К концу сезона 2013—2014 клубу удалось договориться о возвращении на свой родной стадион, однако часть трибун оставались закрытыми.
В 2016 году было принято решение построить новый временный стадион рядом с Сант-Элия. Весной 2017 года началась подготовка, а уже в сентябре 2017 стадион Сардиния Арена был введен в эксплуатацию. По проекту, после завершения реконструкции Сант-Элия трибуны временного стадиона будут разобраны, а площадь снова будет использоваться в качестве парковки.

## Чемпионат мира по футболу 1990
Стадион был одним из мест проведения чемпионата мира по футболу 1990 года. Хотя местные организаторы и организаторы ФИФА отрицали это, широко ходили слухи, что стадион был выбран для всех групповых матчей сборной Англии, чтобы контролировать возможные акты хулиганства, ввиду репутации английских болельщиков.
На стадионе были проведены следующие матчи:
| Дата    | Сборная | Соперник            | Результат | Раунд    |
| ------- | ------- | ------------------- | --------- | -------- |
| 11 июня | Англия  | Республика Ирландия | 1:1       | Группа F |
| 16 июня | Англия  | Нидерланды          | 0:0       | Группа F |
| 21 июня | Англия  | Египет              | 1:0       | Группа F |